# Jesus, vi prisar ditt namn
Jesus, vi prisar ditt namn är en psalm med text och musik skriven 1978 av Gun-Britt Holgersson.

## Publicerad i
- Segertoner 1988 som nr 688 under rubriken "Bibelvisor och körer".[1]